# Svazek obcí Borovsko
Svazek obcí Borovsko je svazek obcí v okresu Havlíčkův Brod, jeho sídlem je Havlíčkova Borová a jeho cílem je rozvoj regionu. Sdružuje celkem 4 obce a byl založen v roce .

## Obce sdružené v mikroregionu
- Havlíčkova Borová
- Jitkov
- Oudoleň
- Slavětín